# Eunones
Eunones va ser un rei dels adors o aorsis, amb el qual els romans es van aliar durant la seva guerra contra Mitridates II rei del Bòsfor a la meitat del segle i, possiblement l'any 50.
Quan Mitridates no es va poder sostenir es va refugiar a la cort d'Eunones, que se'n va apiadar i va escriure a l'emperador Claudi en favor seu, demanant que se li perdonés la vida.